# إد ميدوز
إد ميدوز (بالإنجليزية: Ed Meadows)‏ هو لاعب كرة قدم أمريكية أمريكي، ولد في 19 فبراير 1932 في أوكسفورد في الولايات المتحدة، وتوفي في 22 أكتوبر 1974 في بين كنول شورز في الولايات المتحدة.

## وصلات خارجية
- إد ميدوز على موقع مرجع كرة القدم المحترفة.كوم (الإنجليزية)